# Xyris grandiceps
Xyris grandiceps là một loài thực vật hạt kín trong họ Hoàng đầu. Loài này được Griseb. miêu tả khoa học đầu tiên năm 1866.